# Cantó d'Aucun
El cantó d'Aucun és un cantó francès del departament dels Alts Pirineus, enquadrat al districte d'Argelèrs de Gasòst. Té 10 municipis i el cap cantonal és Aucun.

## Municipis
- Arbiost
- Arcisans Dessús
- Arràs
- Arrens e Marçós
- Aucun
- Bun
- Estanh
- Herrèra
- Galhagòs
- Shirèish

## Història
| Data d'elecció                           | Identitat      | Partit | Qualitat |
| ---------------------------------------- | -------------- | ------ | -------- |
| 1995-2004                                | Antoine Abadie | PRG    |          |
| 2004-                                    | Marc Léo       | PRG    |          |
| les dades anteriors no són pas conegudes |                |        |          |
|                                          |                |        |          |